# 哈德鲁特区 (阿尔察赫)
哈德鲁特区，未受广泛承认的阿尔察赫共和国（纳戈尔诺-卡拉巴赫共和国）曾经在1993年至2020年间实际管辖的一个区，行政中心为哈德鲁特。该区法理上属于阿塞拜疆共和国，在阿塞拜疆行政区划中分属霍贾文德区、杰布拉伊尔区和菲祖利区。该区以苏联时期阿塞拜疆社会主义苏维埃共和国纳戈尔诺-卡拉巴赫自治州的哈德鲁特区为基础设立，但辖区还包括亚美尼亚军队在第一次纳戈尔诺-卡拉巴赫战争占领的一部分周边地区。2020年纳戈尔诺-卡拉巴赫战争中，该区被阿塞拜疆军队收复。